# Puente de Praga
El puente de Praga cruza el río Manzanares prolongando el paseo de Santa María de la Cabeza (Madrid, España) hacia la carretera de Toledo y comunicando así los distritos de Arganzuela y Carabanchel.

## Historia
El puente original construido alrededor de 1925 se utilizaba principalmente para el transporte de ganado al Matadero y Mercado de Ganados, por lo que informalmente se lo conocía como puente del Matadero. En 1932, el Ayuntamiento de Madrid decidió ponerle el nombre de la ciudad de Praga. 
Sin embargo, las obras de construcción de un nuevo puente comenzaron en la década de 1940. En el momento de la inauguración del segundo puente, en 1952, este recibió el nombre politizado de puente de los Héroes del Alcázar de Toledo, impuesto por la dictadura franquista, aunque popularmente lo siguieron conociendo por el nombre del primero. 
Como hubo problemas en las obras de cimentación y la calidad de los materiales fue deficiente, las autoridades determinaron la demolición del puente en 1964, para reemplazarlo por uno nuevo. El puente fue desmantelado progresivamente a medida que se construía el nuevo, y la inauguración formal de la tercera versión del puente tuvo lugar el 11 de octubre de 1968.
En 2009 se hizo oficial la denominación primitiva Puente de Praga, cuando los concejales de Carabanchel Carlos Izquierdo y de Arganzuela Dolores Navarro la propusieron como definitiva en sus respectivos plenos de distrito, para su posterior elevación al pleno del Ayuntamiento, donde la aprobaron por unanimidad. 
Desde su construcción, en 1952, se convirtió en un importante punto de salida/acceso a Madrid por el sur, al permitir la conexión con la carretera de Toledo, que pasó a acceder al centro de Madrid mediante la prolongación del paseo de Santa María de la Cabeza por el nuevo puente, en lugar de seguir su trazado original, que partía del puente de Toledo (la actual calle de Antonio Leyva).
El puente permite el tránsito rodado y peatonal, y pasa sobre el parque de la Arganzuela (extendido hacia el sur a raíz de la operación Madrid Río, ocupando terrenos que pertenecieron al Matadero. El puente se desmontó para facilitar las obras del soterramiento de la M-30 para ser reinaugurado en 2010.